# Шампита
Шампита је врста колача из Србије који се прави и у другим балканским земљама са српским становништвом. 

## Рецепт
Постоје две фазе прављења шампите, прављење коре и шлага. Кора се добија мешањем жуманцета и шећера док се шећер не отопи, тада се додаје млеко, уље и брашно помешано са прашком за пециво. Смеса се измеша и излије у намашћени побрашњени лим за печење 30×20 центиметара и запече се у пећници загрејаној на 200°C десет минута. Шлаг се наноси преко печеног бисквита, поравна се и врати у пећницу на пет минута како би се формирала кора. Након тога се колач охлади на собној температури и стави се у фрижидер. Шлаг се прави од шећера и воде тако што се загреје на средњој температури док се шећер не отопи и претвори у мехуриће. Затим се додају беланца која се мешају док се не добије тврди шлаг који не испада из посуде када се окрене наопачке. Затим се додаје врући, растопљени шећер уз стално мешање у трајању од петнаест минута. На крају се шампита враћа у искључену рерну како би се на шлаг ухватила кора, да би се шампита лакше секла.